# Phare de Vormsi
Le phare de Vormsi (en estonien : Vormsi tuletorn) ou Phare de Saxby est un phare situé sur l'île Vormsi appartenant à la commune de Vormsi dans le Comté de Lääne, en Estonie.
Il est géré par l'Administration maritime estonienne ,.
Il est inscrit au registre des monuments nationaux de l'Estonie  en date du 3 août 1998.

## Histoire
Le phare est situé sur l' île de Vormsi dans la mer Baltique, entre l'île d'Hiiumaa et le continent. Le phare actuel a été préfabriqué à Liepāja en Lituanie. Il a remplacé, en 1871, une autre tour en fonte de fabrication anglaise, datant de 1864 , qui a été transférée pour le phare de Vaindloo dans le Golfe de Finlande car il se révélait être trop court à cet emplacement pour une bonne visibilité.
Ce feu directionnel est un feu arrière de gamme qui est localisé sur la pointe Saxby le point nord-ouest de Vormsi, à environ 2 km  à l'ouest de la ville de Saxby. Il fonctionne conjointement avec le feu avant situé à 1 km de celui-ci.

## Description
Le phare  est une tour circulaire en fonte de 24 mètres de haut, avec une galerie et une lanterne. Le bâtiment est peint en blanc, et la lanterne est vouge. Son feu isophase émet, à une hauteur focale de 27 mètres, un éclat blanc, rouge et vert, selon secteur directionnel, toutes les 6 secondes. Sa portée nominale est de 9 milles nautiques (environ 17 km) pour le feu blanc et de 7 milles nautiques (environ 13 km) pour le feu blanc et le feu vert.
Identifiant : ARLHS : EST-064 ; EVA-595 - Amirauté : C-3758 - NGA : 12631 .

## Caractéristique duFeu maritime
Fréquence : 6 secondes (W)
- Lumière : 3 secondes
- Obscurité : 3 secondes

|                |
| Le phare avant |

|                  |
| Le phare arrière |

|            |
| Île Vormsi |

### Lien connexe
- Liste des phares d'Estonie